# 笑わぬ男
『わらわぬおとこ』はNHK「銀河ドラマ」で1970年7月20日から7月31日まで放送された連続テレビドラマである。カラー作品。全10回。NHK大阪制作。

## 概要
「銀河ドラマ」第33作。松竹新喜劇の創立者、2代目渋谷天外の自伝的随筆をもとに、芸人の子として生まれた主人公が、紆余曲折を経ながら一流の喜劇役者に成長してゆく姿を笑いと涙のうちに描く一代記ドラマ。登場人物は全て仮名になっている。

## 物語
大正の末、大阪で人気のあった泉楽天のひとり息子文夫は、子役として舞台に立つことを嫌い進学を志していたが、父の急逝で否応なく喜劇の世界へ引きずり込まれてしまう。行く末を案じてなにくれと世話を焼いてくれた遠縁のおたまが嫁ぐと、文夫は天涯孤独の身となった。師匠格の楽坊は文夫に脚本の修業を命じるが、その意図を理解しかねる文夫は修業に身が入らず、女性遍歴を重ねてゆく。やがて芝居茶屋のお茶子、おきぬが妊娠した。

## キャスト
- 泉文夫 - 藤木悠
- 少年期の文夫 - 岡本隆成
- 石田楽坊 - 二代目中村鴈治郎
- 泉楽天 - 小松方正
- おたま - 水野久美
- おきぬ - 御影京子
- おしの - 武原英子
- みな子 - 高森和子
- 里枝 - 鳳八千代
- 鶴廼家千年 - 山茶花究
- 亀廼家万年 - 谷口完
- 春童 - 髙田次郎
- 楽珍 - 早崎文司
- 北文芸部長 - 金田竜之介
- 豆太郎 - 大信田礼子
- 石川 - 清川新吾
- 川本 - 西山辰夫
- 西島 - 山村弘三
- 夏川 - 高桐真
- 春子 - 伊原静江
- 志摩廼家六兵衛 - 富士野章介
- バーのマスター - 藤山寛美
- 財津一郎

## スタッフ
- 原作：渋谷天外 (2代目)　「笑うとくなはれ」
- 脚本：土井行夫
- 演出：土居原作郎、前田達郎
- 音楽：中元清純
- 制作：坂本幸雄、久保田浩

## 参考資料
- 「テレビジョンドラマ」（放送映画出版）